# Arytmetyka diabła (film)
Arytmetyka diabła (ang. The Devil's Arithmetic) – amerykański dramat wojenny z 1999 roku w reżyserii Donny Deitch, zrealizowany na podstawie powieści Jane Yolen.

## Opis fabuły
Lata 90. Hannah Stern jest młodą amerykańską Żydówką. Ma dość corocznych zjazdów rodzinnych i opowieści o holocauście. Podczas święta Paschy Hannah zostaje poproszona, by podejść do drzwi i symbolicznie otworzyć je przybywającemu prorokowi Eliaszowi. Kiedy je otwiera, dostrzega dziwne światło i mdleje. Budzi się i... zauważa, że jest w innym czasie i miejscu. Pochylają się nad nią młoda Ryfka i jej matka Mina. Opowiadają Hannah, że jej rodzice nie żyją i ocknęła się po chorobie. Okazuje się, że jest w Polsce (dokładnie w Janowie Lubelskim) w 1941 roku. Podczas uroczystości weselnych, na których uczestniczą panie, pojawiają się Niemcy i zabierają wszystkich do Auschwitz.

## Obsada
- Kirsten Dunst – Hannah Stern
- Brittany Murphy – Ryfka
- Paul Freeman – Rabin
- Mimi Rogers – Leonore Stern
- Louise Fletcher – ciotka Eva
- Lilo Baur – Mina
- Nitzan Sharron – Ariel
- Shelly Skandrani – Leah
- Daniel Brocklebank – Shmuel
- Kirsty McFarland – Yetta
- Rachel Roddy – Esther
- Ieva Jackeviciute – Miriam
- Philip Rham – komendant Krieger
- Daniel Rausch – oficer Steinbach
- Paulina Soloveicik – Sarah

i inni